# Paraoxypilus armatus
Paraoxypilus armatus är en bönsyrseart som beskrevs av Giglio-tos 1913. Paraoxypilus armatus ingår i släktet Paraoxypilus och familjen Amorphoscelidae. Inga underarter finns listade i Catalogue of Life.